# Skrigeørne
Clanga (skrigeørne) er en slægt af fugle i høgefamilien med tre arter, der er udbredt i Eurasien. Traditionelt er de tre arter blevet placeret i slægten Aquila, men på grund af DNA-undersøgelser er det foreslået, at de skal tilhøre deres egen slægt.

## Arter
- Lille skrigeørn, Clanga pomarina
- Indisk skrigeørn, Clanga hastata
- Stor skrigeørn, Clanga clanga